# Sveriges starkaste kvinna
Sveriges Starkaste Kvinna är en årlig strongmantävling i Sverige. Den första tävlingen var i Jönköping 1996. Tävlingen har även kallats Sveriges Starkaste Tjej eller SSK.
Inga varianter har hölls år 2002, 2004, 2005, 2006, 2008, 2009, 2010, 2011 och 2020. 2003 var tävlingen även kval till World’s Strongest Woman.
Den som vunnit flest gånger är Anna Rosén.
Oftast finns klasserna "Öppen" och U63kg (kan variera mellan 63-65kg), ibland finns även U83kg.
Prispotten varierar från år till år, men delagarna får i regel pris för varje grenseger samt om de kommer i topp 3 i totalen.

## Resultat
| Tävlingsnamn & År                                    | 1:a                     | 2:a                | 3:a                 | Datum      |
| ---------------------------------------------------- | ----------------------- | ------------------ | ------------------- | ---------- |
| Sweden's Strongest Woman 1996                        | Lisa Sjöstrand Lindblad | Kristin Samuelsson | Maria Hultén        | 1996-04-06 |
| Sweden's Strongest Woman 1997                        | Kristin Samuelsson      | ?                  | ?                   | 1997-??-?? |
| Sweden's Strongest Woman 1998                        | Kristin Samuelsson      | ?                  | ?                   | 1998-??-?? |
| Sweden's Strongest Woman 1999                        | Anna Rosén              | Maria Gregner      | Åsa Halvarsson      | 1999-??-?? |
| Sweden's Strongest Woman 2000                        | Kim Wahlström           | Åsa Halvarsson     | Helena Sjögren      | 2000-08-26 |
| Sweden's Strongest Woman 2001                        | Kim Wahlström           |                    |                     | 2001-08-18 |
| Sweden's Strongest Woman 2003                        | Anna Rosén              | Anki Öberg         | Anna Kulle          | 2003-04-05 |
| Sweden's Strongest Woman 2007                        | Anna Rosén              | Anki Öberg         | Sofie Danielsson    | 2007-12-01 |
| Sweden's Strongest Woman 2012                        | Anna Rosén              | Anki Öberg         | Emelie Backlund     | 2012-10-20 |
| Sweden's Strongest Woman 2013                        | Anki Öberg              | Clara Dahlin       | Marilea Nordström   | 2013-09-14 |
| Sweden's Strongest Woman 2014                        | Anki Öberg              | Clara Dahlin       | Marilea Nordström   | 2014-10-04 |
| Sweden's Strongest Woman 2015                        | Anna Rosén              | Anna Harjapää      | Josefin Silfvenius  | 2015-11-07 |
| Sweden's Strongest Woman 2016                        | Anna Harjapää           | Martina Andersson  | Bobby Sundberg      | 2016-10-22 |
| Sweden's Strongest Woman 2017                        | Martina Andersson       | Anna Harjapää      | Mariana Carlsson    | 2017-10-21 |
| Sweden's Strongest Woman 2018                        | Martina Andersson       | Bobby Sundberg     | Emelie Leach        | 2018-10-21 |
| Sweden's Strongest Woman 2019                        | Martina Andersson       | Bobby Sundberg     | Veronica Liljeroth  | 2019-10-12 |
| Sweden's Strongest Woman 2021                        | Anna Harjapää           | Bobby Sundberg     | Cassandra Annergren | 2021-09-04 |
| Sweden's Strongest Woman 2022                        | Anna Harjapää           | Veronica Liljeroth | Cassandra Annergren | 2022-07-29 |
| KRAFTKAMP - Sveriges Starkaste Kvinna 2023 - Finalen | Cassandra Annergren     | Anna Harjapää      | Linnea Bäckström    | 2023-07-28 |
| Sweden's Strongest Woman 2024                        | Anna Harjapää           | Bobby Sundberg     | Cassandra Annergren | 2024-08-03 |
| Sweden's Strongest Woman 2025                        | TBD                     | TBD                | TBD                 | 2025-09-06 |